# Hyles nigra
Hyles nigra är en fjärilsart som beskrevs av Gehlen. 1932. Hyles nigra ingår i släktet Hyles och familjen svärmare. Inga underarter finns listade i Catalogue of Life.